# Ludwig Dunte

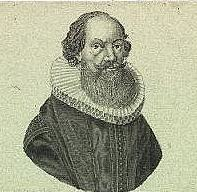
Kupferstich aus Johann Christoph Brotze: Sammlung verschiedner Liefländischer Monumente

Ludwig Dunte (* 21. November 1597 in Reval; † 2. Dezember 1639 ebenda) war ein deutsch-baltischer lutherischer Gelehrter, Erzieher und Prediger.

## Leben
Der Sohn des Revaler Ratsherrn Jobst Dunte und der Margaretha Singelbring besuchte Schulen in Reval und Riga, bevor er in Rostock, Gießen, Straßburg und Tübingen studierte. In Wittenberg schloss er seine Studien ab und erlangte die Magisterwürde. Nach Reisen durch den Ostseeraum wurde er Erzieher der Mündel des schwedischen Feldherrn Jacob de la Gardie, Johannes und Antonius Willemann, die er auf Studienreisen durch die Niederlande, England und Frankreich begleitete. Hier eignete er sich die englische und französische Sprache so gut an, dass er Sterbenden Seelsorge leisten konnte. 1627 wurde er als Prediger der deutschen Gemeinde in Reval ordiniert. Trotz verschiedener Angebote blieb er in seiner Heimatstadt und wurde schließlich Diakon an St. Olai. Aufgrund einer Predigt gegen den Stadtrat wurde ihm ein dreiwöchiges Kanzelverbot auferlegt. Wohl in diesem Zusammenhang zog er sich eine Krankheit zu, an deren Folgen er 1639 starb.
Er führte eine Gelehrtenfreundschaft mit dem Rigaer Theologieprofessor Hermann Samson (1579–1643) und dem Wittenberger Theologieprofessor und Lübecker Superintendenten Nikolaus Hunnius. Dunte sprach neben Deutsch, Englisch und Französisch auch Lateinisch und Hebräisch.
Dunte verfasste neben anderen Werken ein einflussreiches Erbauungsbuch (Wahre und rechtmäßige Übung), das sich am zwei Jahre zuvor erstmals auf Deutsch erschienenen Buch Praxis Pietatis des Lewis Bayly orientierte. In seiner in sieben Teilen verfassten Schrift legt Dunte besonderen Wert auf Meditation, die eng mit dem Hören und Lesen des Wortes Gottes (der Bibel) verbunden wird. Daneben betont er den Wert der Sonntagsheiligung und des Abendmahls, die jeweils in einem der sieben Abschnitte thematisiert werden.

## Werke
- Decisiones Mille et sex Casuum Conscientiae, E Diversis Theologorum Scriptis collectae, contractae, et in brevitatem redactae, ac Iuxta ordinem Locorum Theologicorum positae. Das ist Kurtze und richtige erörterung Ein Tausendt und Sechs Gewissens Fragen, auff vielerley, in Theologischen Schulen Predigampte, und Consistorien fürfalle[n]den Sachen und Zutragenden wichtigen fällen : Auß vielen Hochgelährter Theologe[n] Schrifften, Consilien, Belehrnungen Urtheilen, unnd Abschieden. Erfurt 1648
- Wischtüchlein des Angst-Schweißes der Gebährerin [Leichenpredigt], Reval 1639
- Catechismus-Grund, d. i. Fürnehme Hauptsprüche aus Heiliger Göttlicher Schrift auf den Catechismum gerichtet. Reval 1638
- Decisiones casuum conscientiae Sexcentorum et ultra, e Diversis Theologorum scriptis Collectae, contractae, et ... reductae ... : Das ist: Kurtze ... Erörterung sechshundert und etzlicher Gewissens-Fragen. Lübeck 1636
- Buccina Evangelii, Das ist, Ein kurtz Tractätlein [...] wie Gott dem Herrn Gefallen habe, durch [...] die Predigt ihm eine Kirche zu erbauen [...] Lübeck 1632
- Christliche Predigt [...] bei der Einweihung der Universität Dorpat [...] auf den 87. Psalm. Dorpat 1632
- Wahre und rechtmäßige Übung Des wahren Christenthums Bestehend In rechtschaffenem Glauben, Gottseligem Leben, und seligem Sterben : In 7 Büchern verfasset. Lübeck 1630
- Disp. theol. de universalium omnium hominum [...] Wittenberg 1622 (Präsidium: Ägidius Hunnius)